# Gabriel Martinelli
Gabriel Teodoro Martinelli Silva (Guarulhos, 18. lipnja 2001.) brazilski je nogometaš koji igra na poziciji napadača. Igra za Arsenal i brazilsku nogometnu reprezentaciju. Osvojio je olimpijsko zlato  za Brazil na Olimpijskim igrama 2020.

## Klupska karijera

### Ituano
Rođen u Guarulhosu, Martinelli je započeo svoju juniorsku karijeru 2010. godine u futsal momčadi Corinthiasa. Otišao je u Ituano 2014. godine. Dana 4. studenoga 2017. Martinelli je potpisao svoj prvi profesionalni ugovor do listopada 2022. Profesionalni debi u nogometu upisao je 17. ožujka u gostujućoj pobjedi od 2:1 protiv São Benta. Sa 16 godina i 9 mjeseci je postao najmlađi igrač koji je igrao za klub u stoljeću. Martinelli je zabio svoj prvi seniorski gol 8. rujna 2018. u pobjedi od 4:1 nad Taboão da Serrom.

### Arsenal
Martinelli je 2. srpnja 2019. potpisao ugovor s Arsenalom. Arsenal ga je kupio za 6 milijuna funti. Postigao je prvijenac za Arsenal 16. srpnja 2019. u prijateljskoj utakmici protiv Colorado Rapidsa u pobjedi od 3:0. Martinelli je debitirao u Premier ligi 11. kolovoza 2019. u pobjedi od 1:0 nad Newcastle Unitedom. Prvijenac je postigao u utakmici Engleskog liga kupa protiv Nottingham Foresta u pobjedi od 5:0. Martinelli je osvojio nagradu za igrača mjeseca lisopada 2019. sa 75 % glasova. Njegov gol protiv Chelseaja 21. siječnja 2020. izabran je za Arenalov gol sezone. Dana 21. lipnja 2020. Martinelli se ozlijedio na treningu te ga nije bilo do kraja 2020. godine. Vratio se 9. prosinca 2020. u porazi od 2:1 protiv Evertona. Prvi gol nakon povratka zabio je 11. travnja 2021. u pobjedi protiv Sheffield Uniteda s 3:0. Martinelli je svoj prvi gol u sezoni 2021./22. zabio 27. studenoga 2021. protiv Newcastle Uniteda. Dana 10. veljače 2022. Martinelli je u utakmici protiv Wolverhamptona dobio 2 žuta kartona u razmaku od 4 sekunde. Bio mu je to prvi crveni karton u karijeri. Dana 5. kolovoza Martinelli je zabio za Arsenal u pobjedi nad Crystal Palaceom od 2:0, postavši prvi Brazilac koji je zabio prvi gol u sezoni Premier lige. Dana 26. prosinca Martinelli je postigao prvi Arsenalov gol u Premier ligi od završetka Svjetskog prvenstva u Kataru 2022. i to na utakmici protiv West Ham Uniteda koji je poražen 3:1. U sezoni 2022./23. Martinelli je postigao 15 golova i 6 asistencija te je postao najbolji strijelac Arsenala u toj sezoni uz Martina Ødegaarda. Završio je treći u izboru za Arsenalovog igrača godine. Dana 24. listopada 2023. debitirao je u Ligi prvaka i zabio gol u pobjedi od 2:1 protiv Seville.